# إكسورة إكليلية
إكسورة إكليلية (الاسم العلمي:Ixora coronata) هي نوع من النباتات تتبع جنس الإكسورة من الفصيلة الفوية.